# Station Movatn
Station Movatn is een station in Movatn in het uiterste noordoosten van de gemeente Oslo. Het station ligt aan Gjøvikbanen. Het werd geopend in 1927. Movatn wordt bediend door lijn L3, de stoptrein die pendelt tussen Oslo en Jaren.